# Герман Обухов
Герман Обухов (рус. Герман Викторович Обухов; Чељабинск, 27. новембар 1949) је совјетски дисидент, аутор пет књига и шест сценарија, јавна личност, члан Међународне академије информационих наука.

## Биографија
Рођен је у породици дипломираног студента - будућег научника система аутоматизације Виктора Обухова. Мајка Германа Обухова - Дина Обухов, родом из Привалова, била је инжењер. Године 1955. породица се преселила у Грозни, на Северном Кавказу, где је Германов отац добио посао у Институту за нафту Грозни, али су они напустили Грозни 1959. године и преселили се у Минск, где је Виктор Обухов нашао бољи посао на Академији наука Белоруска ССР. Године 1966. Герман је завршио школу број 1 у Минску и уписао се на Радиотехнички универзитет у Минску. Касније је прешао на Лењинградски електротехнички универзитет (ЛЕТИ) где је успешно дипломирао 1975. године. Године 1982. Герман се оженио Ирином Акуловом, венчање је одржано у "политичкој зони" на северном Уралу. Герман Обухов је 1988. емигрирао на Запад, прво у Велику Британију на позив Amnesty International-а, а потом у Сједињене Државе, где му је амерички Конгрес одобрио политички азил у одсуству.

### Друштвене и политичке активности у совјетском периоду
Након што је 1975. дипломирао на Универзитету ЛЕТИ, Герман Обухов је почео да ради као инжењер у Бироу ГСКТ, једном од многих лењинградских електронских дизајнерских бироа, али му посао инжењера није био привлачан и он је преузео иницијативу да учествује у јавном животу. Најпре је изабран за комсомолског вођу одељења, затим за заменика секретара Комсомолског комитета Бироа ГСКТ за међународне послове. Почиње састанке са страним делегацијама и партијским шефовима. Позван је да ради као секретар у комсомолском окружном комитету са обавезним уласком у ЦПСУ, али је избегао овај предлог и почиње да схвата превару совјетског система. Након саобраћајне несреће и отказаног туристичког путовања у Финску и Шведску, напустио је Биро ГСКТ 1977. и отишао да ради у Научно-истраживачком институту за експерименталну медицину АМС СССР, на челу са Наталијом Бехтеревом, са прилично либералним ставом према радној дисциплини и политичко гледиште. Од овог тренутка у Хермановом животу долази до кардиналне промене у односу на совјетски режим и КПСС. Почиње честе контакте са америчким студентима и западним туристима. Године 1978. почео је да пише антикомунистичку књигу Угашена зора. Годину дана након што је проучио целокупну светску филозофију, када је део рукописа био готов, одлази на Међународни сајам књига у Москву 1979. године, где упознаје француског издавача из Галимарда Ани Чеваљер и америчког издавача из Daubleday Publish House Александра Хофмана. Године 1980. његови контакти са представницима западног света су се проширили и умножили. Упознао је Крега Витнија, дописника Њујорк тајмса и Ентонија Барбирија, дописника Балтимор Сана. То не пролази незапажено од стране КГБ-а и он је стално под присмотром.

### Хапшење и „политичке зоне“
Године 1981, током путовања из Лењинграда у Москву са намером да својим познаницима, издавачима на Међународном сајму књига у Москви, преда недовршени рукопис „Угашена зора“, ухапшен је и враћен у Лењинград на претпретрес КГБ-овог заточеничког центра. После 3 месеца истраге, Лењинградски градски суд га је осудио на 4 године рада у логорима и 2 године изгнанства под оптужбом за „антисовјетску агитацију и пропаганду“, чл. 70 Кривичног закона РСФСР. Герман је служио свој рок у радном логору („политичка зона“) ВС 389/37 у селу Половинка, Чусовска област, Пермски округ. После пуног мандата, Герман Обухов је прогнан у дворишта совјетске империје - у село Ајан, Хабаровски округ на обали Охотског мора. По завршетку мандата, Герман није смео да живи у Лењинграду и био је приморан да емигрира у иностранство, што је и учинио и одлетео у Лондон.

### Друштвене и политичке активности у постсовјетском периоду
Чим се Обухов скрасио у Сједињеним Државама и почео да ради 1990. године као биомедицински инжењер у болници Јејл-Њу Хејвен, вратио се својој политичкој делатности. Совјетски Савез се распао и многе политичаре у Сједињеним Државама занимало је мишљење бивших совјетских политичких затвореника о новој Русији. Герман оснива Руско-амерички савет за економски развој (РАЦЕД) уз учешће првог градоначелника Санкт Петербурга, Анатолија Собчака, и сваке године лети у Санкт Петербург на састанке са пријатељима, родитељима и политичарима. Тамо упознаје будућег председника Русије Владимира Путина . Крајем 90-их, пошто је већ постао амерички држављанин, Герман се преселио у Санкт Петербург на привремени боравак и постао политички саветник заменика, а касније и заменика председника законодавне скупштине Санкт Петербурга Јурија Гладкова. Учествује на многим политичким догађајима и конференцијама града и земље. Године 2005. Герман Обухов оснива добротворну фондацију „Отвори свет деци“ и изабран је за њеног председника; касније су се Фондацији у управном одбору придружили добитник Нобелове награде академик Жорес Алферов, шеф партије СПП (Унија десних снага) Никита Белих и сенатор из Санкт Петербурга Вадим Тулпанов. Фондација је помогла преко две хиљаде деце без родитеља да се оспособе за рад на рачунару тако што је дала часове рачунара у дечје домове. Године 2014. Обухов се преселио у Кијев да би се придружио Мајдану и створио Анти-Путинову коалицију, неформално удружење јавних организација и активиста. Године 2017. Герман оснива фондацију Stop Inform Terror of Russia у Конектикату како би се одупрео информативној саботажи Москве.

## Остале активности
У постсовјетском периоду, Обухов је написао и објавио пет књига: Угашена зора 15 година касније, Време филибустера, Заплењена писма, Понор и Украдена земља, као и шест сценарија: Лет у Јоханезбург, Њу Џерси Турнпајк, Златна птица у златном кавезу, Тицијанов поклон, Моја Аљаска и Трампов пријатељ – шеф руске мафије. Герман је написао и објавио на разним сајтовима, укључујући Радио Либерти, више од 300 чланака о различитим друштвеним и политичким темама.